# フェルナンド・プラス
フェルナンド・ビュッテンベンデル・プラス（Fernando Büttenbender Prass、1978年7月9日 - ）は、ブラジル・リオグランデ・ド・スル州ポルト・アレグレ出身の元サッカー選手。現役時代のポジションはゴールキーパー（GK）。

## 経歴

### クラブ
2013年、SEパルメイラスへ完全移籍し、当時セリエB（２部リーグ）に降格していたチームの優勝、再昇格に大きく貢献した。同チームでは2015年にコパ・ド・ブラジル、2016年にはセリエAで優勝している。 

### 代表
2016年6月29日にU-23ブラジル代表としてリオデジャネイロオリンピックのメンバーにオーバーエイジ枠として選出された。しかし、大会直前に右ひじを負傷したため、離脱することを発表した。